# Forès
Forès és un municipi de la Conca de Barberà.

## Geografia
- Llista de topònims de Forès (Orografia: muntanyes, serres, collades, indrets..; hidrografia: rius, fonts...; edificis: cases, masies, esglésies, etc).

Forès és situat a la part nord de la Conca de Barberà, a la baixa Segarra. Hi ha un nucli antic amb el castell de Sant Miquel de Forès en ruïnes, situat en el cim d'un turó, en l'extrem nord-est de la serra del Tallat; mentre que el raval del Pla de la Bassa, amb cases més modernes, està situat al peu del turó, a la cruïlla de les carreteres que duen a Passanant i a Conesa.
És, principalment, un municipi d'estiueig i de segones residències.
Forès té una privilegiada elevació que en fa un mirador natural de la Conca de Barberà i de part de la Segarra. Hom pot admirar el Montseny i el mar Mediterrani, mentre que a la part nord del poble, hom pot copsar les terres de Lleida.

## Demografia
| 1497 f | 1515 f | 1553 f | 1717 | 1787 | 1857 | 1877 | 1887 | 1900 | 1910 |
| ------ | ------ | ------ | ---- | ---- | ---- | ---- | ---- | ---- | ---- |
| 24     | 23     | 28     | 100  | 167  | 522  | 509  | 507  | 418  | 437  |

| 1920 | 1930 | 1940 | 1950 | 1960 | 1970 | 1981 | 1990 | 1992 | 1994 |
| ---- | ---- | ---- | ---- | ---- | ---- | ---- | ---- | ---- | ---- |
| 445  | 339  | 309  | 302  | 209  | 86   | 71   | 63   | 61   | 61   |

| 1996 | 1998 | 2000 | 2002 | 2004 | 2006 | 2008 | 2010 | 2012 | 2014 |
| ---- | ---- | ---- | ---- | ---- | ---- | ---- | ---- | ---- | ---- |
| 72   | 67   | 68   | 62   | 59   | 57   | 49   | 43   | 50   | 46   |

| 2016 | 2018 | 2020 | 2022 | 2024 | 2026 | 2028 | 2030 | 2032 | 2034 |
| ---- | ---- | ---- | ---- | ---- | ---- | ---- | ---- | ---- | ---- |
| 47   | 42   | 43   | 48   | 40   | -    | -    | -    | -    | -    |

## Política

### Eleccions municipals
Llista d'alcaldes i nombre de regidors per partit
| Junts                                                                                                | - | - | - | -  | -  | - | - | - | -  | - | 3 | 3 |
| PSC                                                                                                  | - | - | - | -  | -  | - | - | - | 0  | - | 0 | 0 |
| ERC                                                                                                  | - | - | - | -  | -  | - | - | - | -  | - | - | 0 |
| CiU                                                                                                  | 5 | 5 | 1 | -  | 1  | 1 | 1 | 1 | 3  | 3 | - | - |
| Altres                                                                                               | - | - | - | 1a | 0b | - | - | - | 0c | - | - | - |
| Total                                                                                                | 5 | 5 | 1 | 1  | 1  | 1 | 1 | 1 | 3  | 3 | 3 | 3 |
| a Unió d'Independents Conca de Barberà; b Unió d'Independents Conca de Barberà - FIC; c Independent; |   |   |   |    |    |   |   |   |    |   |   |   |

### Eleccions al Parlament de Catalunya del 2012
| Candidatura | Candidatura   | Cap de llista          | Vots | Regidors | % vots |
| ----------- | ------------- | ---------------------- | ---- | -------- | ------ |
|             | CiU           | Artur Mas              | 23   |          | 67,64  |
|             | PPC           | Alicia Sánchez-Camacho | 4    |          | 11,76  |
|             | ERC           | Oriol Junqueras        | 3    |          | 8,82   |
|             | C's           | Albert Rivera          | 2    |          | 5,88   |
|             | CUP           | David Fernández        | 1    |          | 2,94   |
|             | Vots en blanc |                        | 1    |          | 2,94   |
|             | Altres        |                        | 0    |          | 0      |
| Total       | Total         | 34                     | 34   |          | 68     |

## Història
Fou vila reial, com consta al seu escut, i va tenir representació a les Corts Catalanes fins que l'any 1390 va complir-se el testament de Pere el Gran (3 de novembre de 1285) i fou del monestir de Santes Creus fins a la supressió dels senyorius l'any 1835.
L'any 1990, dins del Pla Director per a la Gestió dels Residus Industrials a Catalunya, el Departament de Política Territorial i Obres Públiques de la Generalitat de Catalunya, encpaçalat per Joaquim Molins, va decidir ubicar un abocador de residus industrials controlat al terme de Forès i una incineradora al Pla de Santa Maria. La decisió va generar un rebuig força generalitzat a la Conca de Barberà i a l'Alt Camp, i es desenvolupà un fort moviment ciutadà d'oposició al projecte. La contestació al Pla de residus en aquestes i d'altres comarques va fer que fos retirat i, posteriorment, es consensués entre la majoria dels grups polítics del Parlament de Catalunya una llei de gestió dels residus industrials que no donava indicació dels indrets on s'havien de localitzar les infraestructures necessàries. Una altra de les conseqüències fou la creació del partit comarcal Unió d'independents Conca de Barberà.

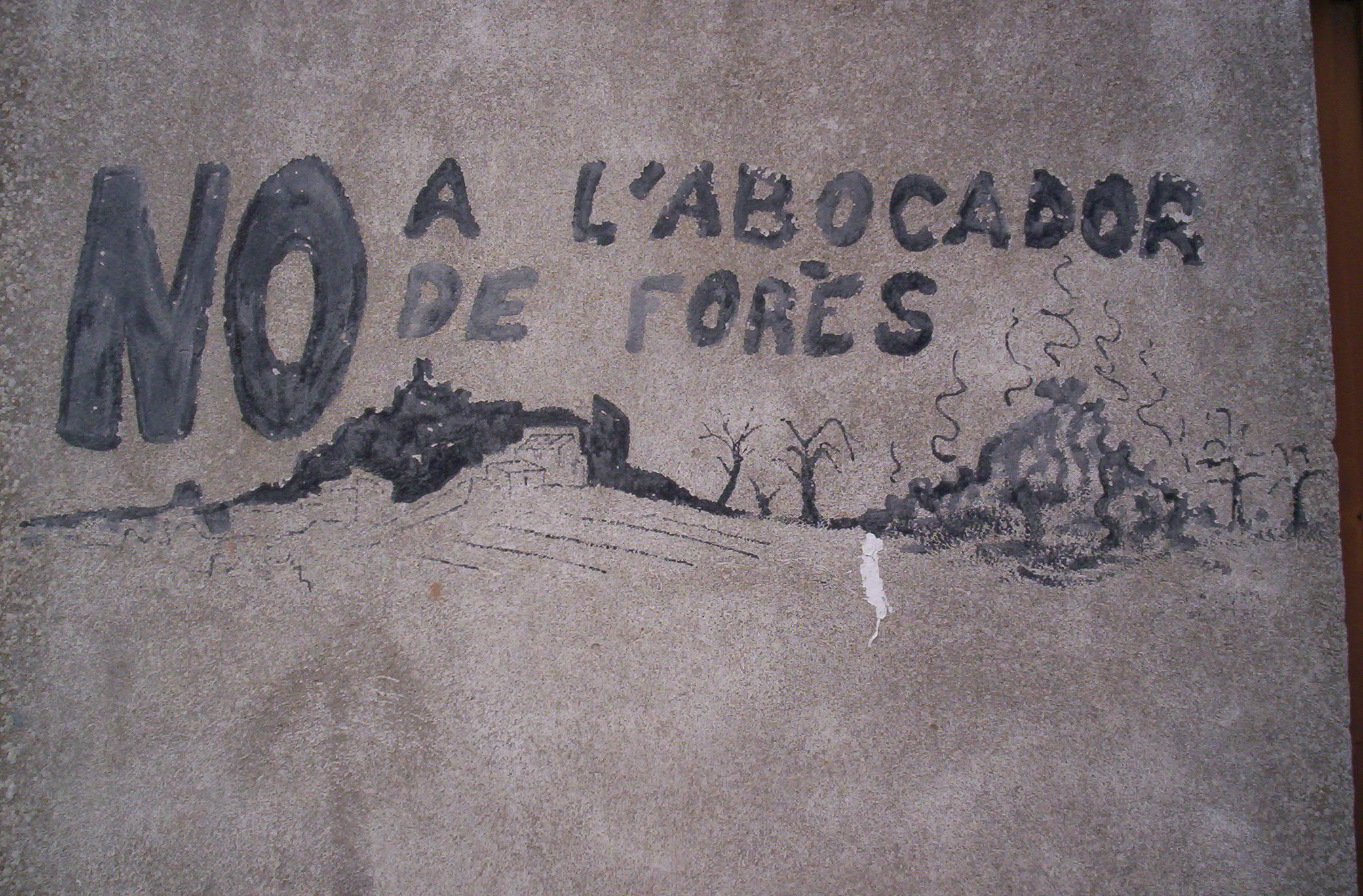
Pintada a la bàscula del poble referida al rebuig dels ciutadans de Forès i de la Conca de Barberà al Pla de residus de l'executiu de la Generalitat que, el 1990, projectava una abocador de residus industrials al poble. La fotografia està presa l'any 2007.

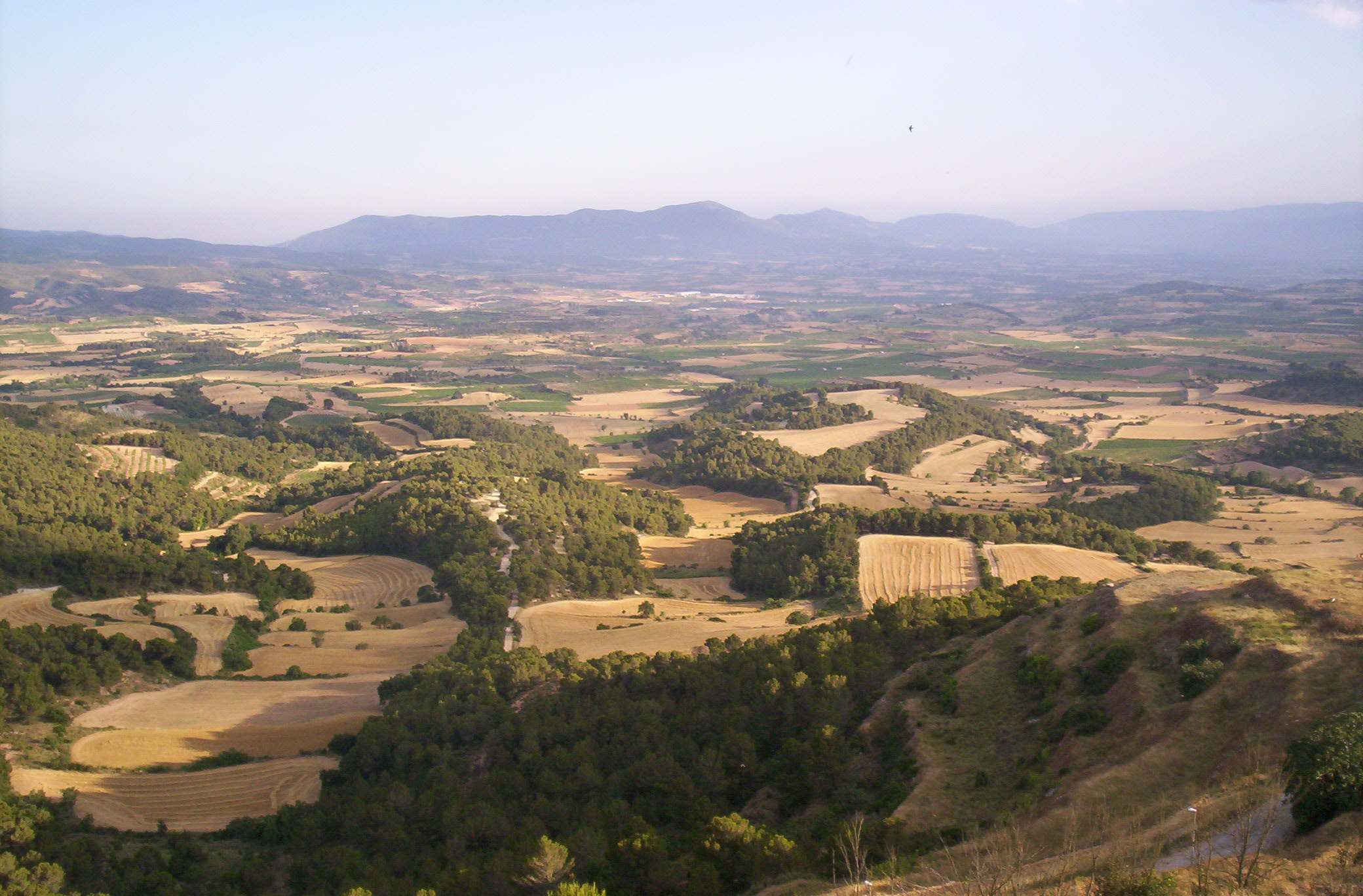
Des del mirador de Forès: vistes dels camps de blat amb illes de boscos, imatge molt típica de la Conca de Barberà

## Església romànica de Forès
També, destaca l'església parroquial dedicada a Sant Miquel. És un edifici romànic, de la segona meitat del segle xii, amb planta d'una sola nau, avui mancat de l'absis. Al segle xiv s'afegiren dues capelles laterals que donaren lloc a una falsa planta de creu llatina. Té dues portes, les dues a migdia. La més antiga, emprada per les dones, està decorada amb quatre columnes per banda, timpà esculpit i semicercle d'amples dovelles. Està més d'un metre per sota del nivell del carrer i s'hi accedeix per esglaons de pedra. La segona porta, oberta a una capella lateral, és la porta dels homes. És més sòbria i a sobre seu s'alça el campanar, bastit sobre la mateixa volta de creuer. El campanar és de planta quadrada en el seu tram inicial i la seva part superior fou reconstruïda en època barroca amb tronc octogonal. S'hi conserva una fidel reproducció policromada d'una imatge gòtica (1324) de la Mare de Déu de la Salut, dipositada al Museu Diocesà de Tarragona.

## Creus de terme
Resten dues creus de terme, una situada a la cruïlla dels camins a Conesa i a Rocafort de Queralt i l'altra al peu de la Bassa, ambdues són de tronc octogonal amb capitell esculpit. (A sota a la galeria de fotografies es pot veure la creu de terme al peu de la Bassa).

## Festes i costums
- La Matança del porc (primers de març).
- Forès poesia i música (mitjans de maig).
- La festa de l'estiu (primer diumenge d'agost).
- La Festa Major (darrer dissabte d'agost).
- La Festa del Sagrat Cor (primer divendres de setembre).
- La Festa de la Mare de Déu de la Salut (7 de desembre).

## Galeria d'imatges

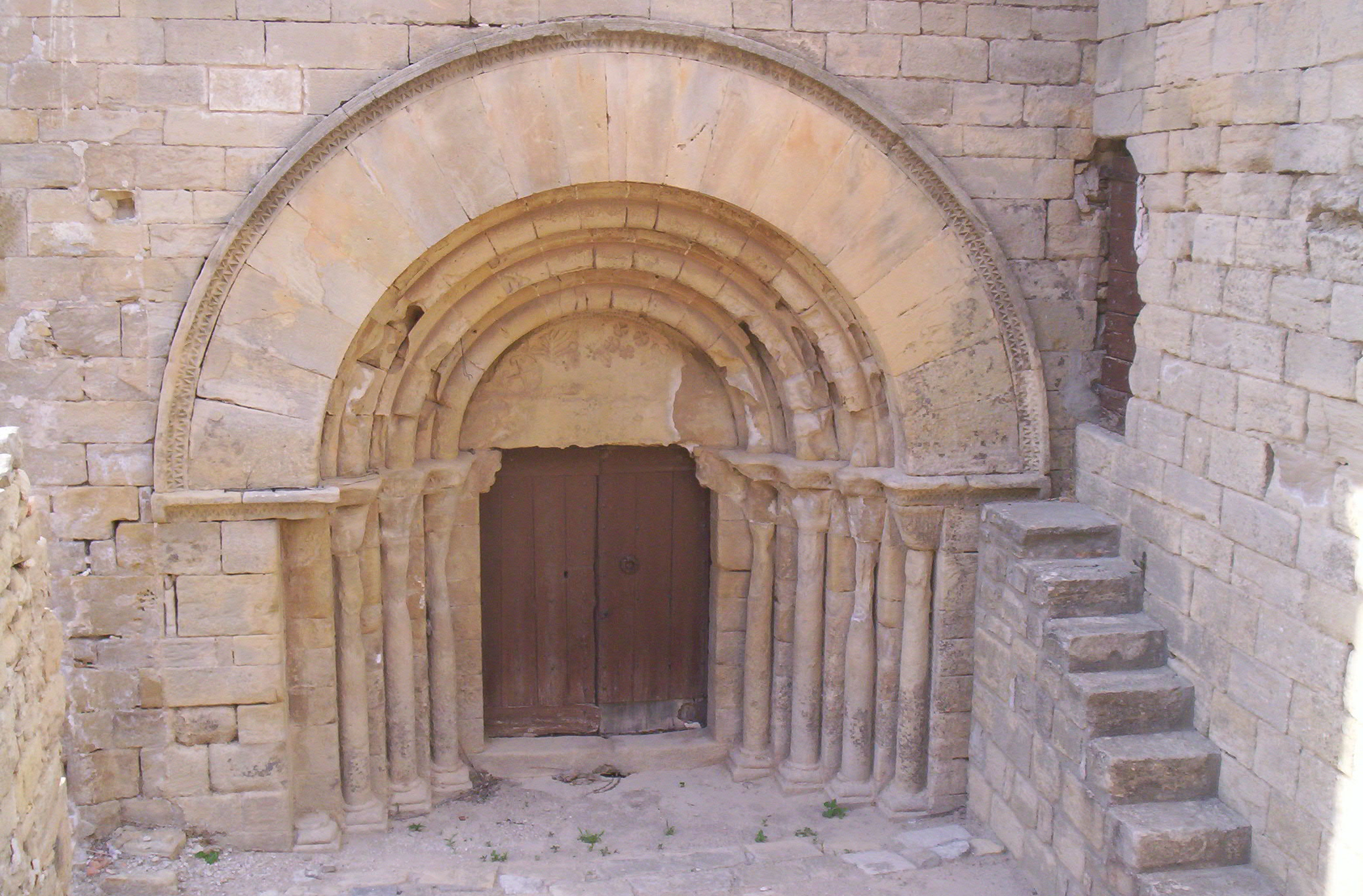
Portal de les dones de l'església
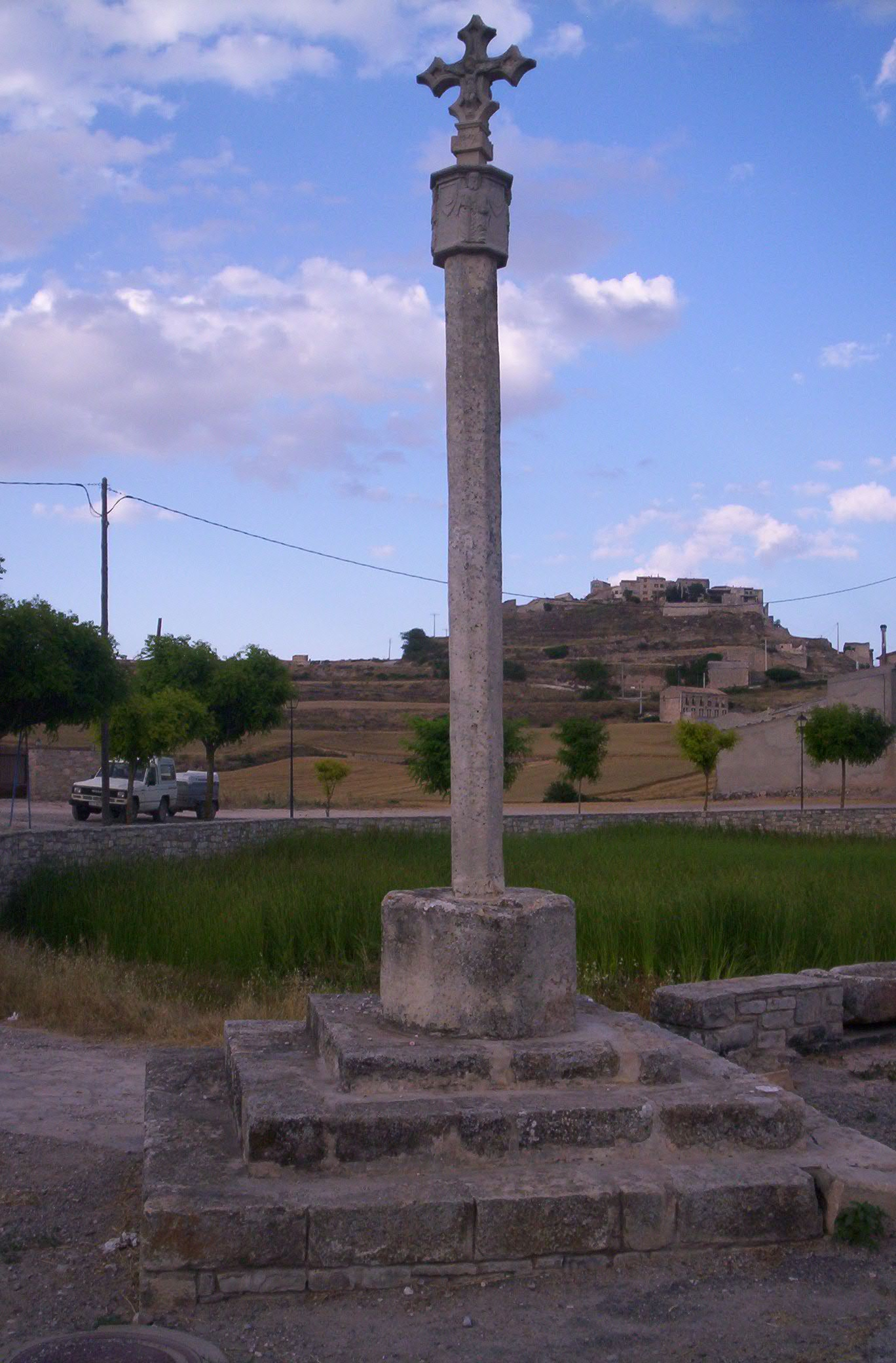
Creu de terme
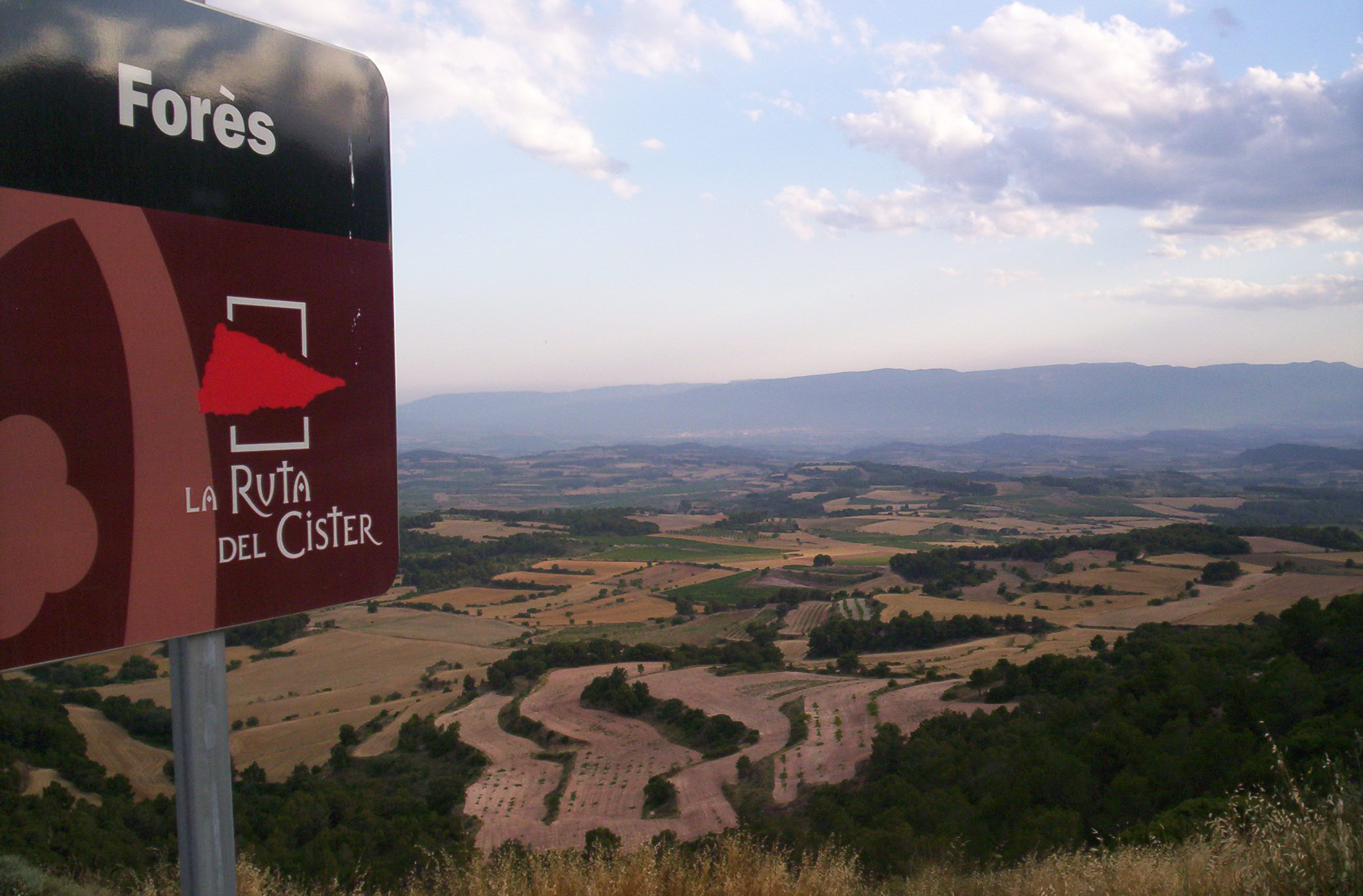
Vista des de l'entrada del poble
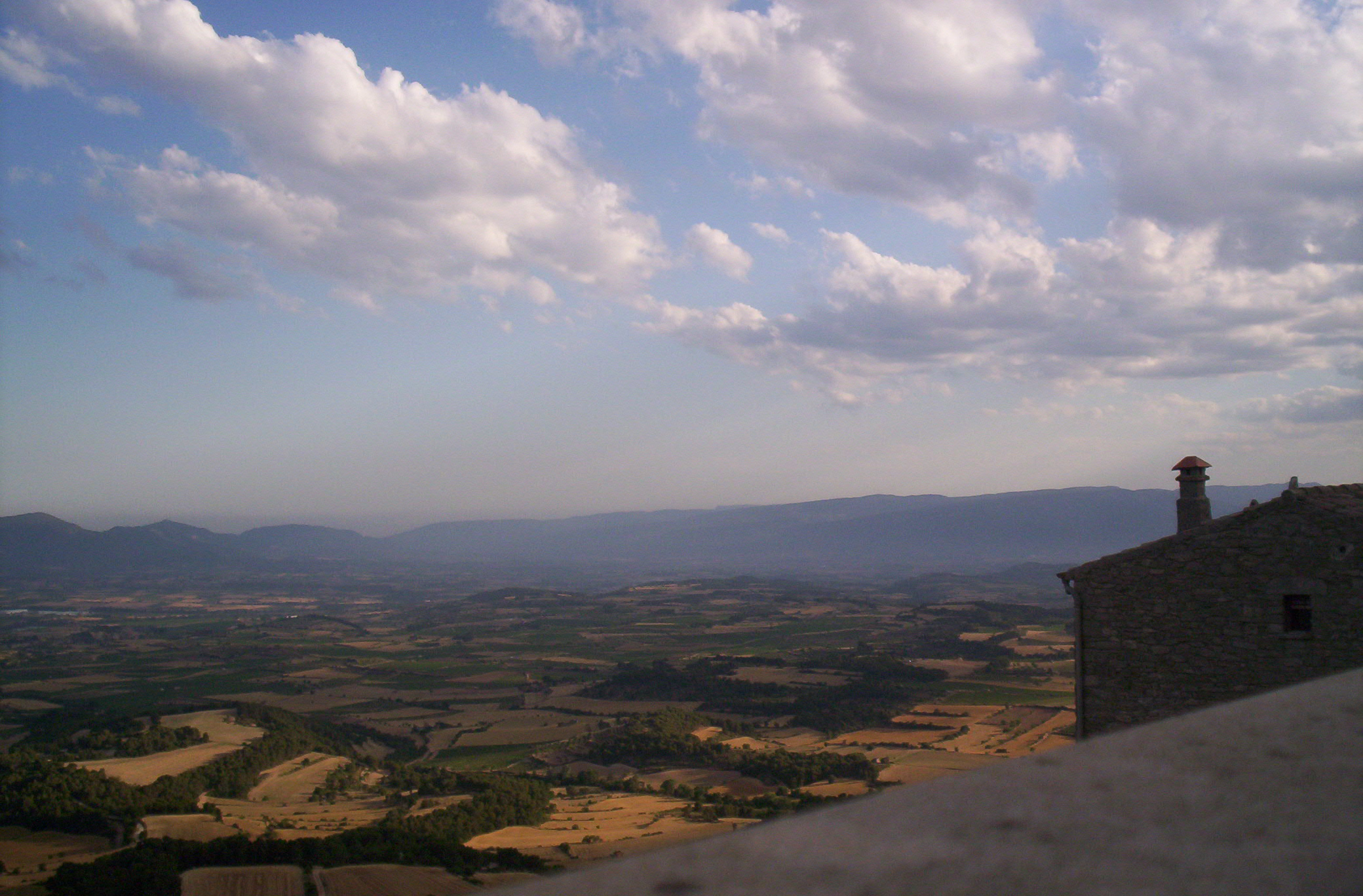
Vista des del mirador de Forès